# Bixa arborea
Bixa arborea é uma espécie de  planta do gênero Bixa e da família Bixaceae. É conhecida popularmente como urucum arbóreo ou urucu da mata.

## Taxonomia
A espécie foi descrita em 1910 por Jacques Huber.

## Forma de vida
É uma espécie terrícola e arbórea. É uma espécie madeireira.

## Conservação
A espécie faz parte da Lista Vermelha das espécies ameaçadas do estado do Espírito Santo, no sudeste do Brasil. A lista foi publicada em 13 de junho de 2005 por intermédio do decreto estadual nº 1.499-R.

## Distribuição
A espécie é encontrada nos estados brasileiros de  Acre, Amazonas, Mato Grosso, Pará, Rondônia, Tocantins, Bahia e Espírito Santo
A espécie é encontrada no domínio fitogeográfico de Floresta Amazônica, em regiões com vegetação de mata ciliar, floresta de terra firme e floresta ombrófila pluvial.